# Confédération générale de l'agriculture
Pour les articles homonymes, voir CGA.

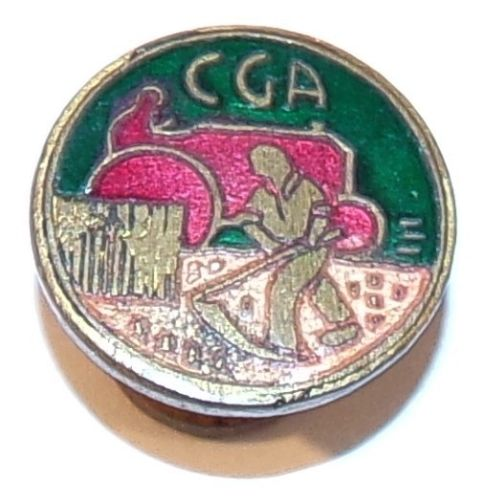
Insigne de boutonnière de la CGA - fin des années 1940.

La CGA (Confédération générale de l'agriculture) fut créée au sortir de la guerre afin de proposer une alternative à la Corporation paysanne mise en place par le régime de Vichy.

## Histoire
La CGA est issue de la Confédération nationale paysanne (CNP), de tendance SFIO (socialiste). Ce syndicat clandestin regroupe essentiellement des militants socialistes et radicaux. En 1944, elle se dote d'un journal : La Résistance paysanne.
L'un des principaux animateurs des questions agricoles du parti socialiste est alors François Tanguy-Prigent qui sera nommé le 4 septembre 1944 ministre de l'agriculture du Gouvernement provisoire de la République française.
La CGA devient une organisation officiellement en mars 1945. Elle vise à regrouper toutes les familles de l'agriculture (syndicats agricoles, mouvement mutualiste et coopératif, syndicats de salariés). Elle connait une courte période de prospérité due en partie aux importantes ressources provenant de la dissolution de la Corporation paysanne.
Rapidement, la FNSEA, créée en mars 1946 comme une des branches de la CGA, en devient l'organisation dominante.
Les dissensions entre les socialistes (SFIO) et les communistes (PCF) se répercutent dans la CGA. Et l'organisation vivote avant de se mettre en sommeil à partir de 1953.
Son seul et unique directeur fut Henri Canonge,. Il dit avec humour à propos de la CGA : « Article 1. Dissoudre la Corporation paysanne ; Article 2. La rétablir ».

## Fonctionnement
La CGA devait, comme la CGT pouvait le faire dans le monde ouvrier, rassembler l'ensemble des organisations agricoles. elle devait réorienter l'agriculture suivant les principes socialistes, autour des thèmes de la modernisation agricole, de la défense des exploitants dans le cadre d'une économie dirigée
L'organisation de la CGA mise en place a été la suivante : un groupe syndicaliste composé de 4 fédérations, celle des exploitants (future FNSEA), des ouvriers agricoles, des techniciens, des artisans ruraux et des foyers ruraux pour les jeunes agriculteurs (deviendra le CNJA) a côté du groupe syndicaliste, un groupe coopératif avec 3 éléments : la fédération nationale de la coopération, de la mutualité et du crédit agricole.
L'idée était que la coopération allait s'insérer naturellement dans les structures de l'économie dirigée, « un dirigisme démocratique et humain ». ce cadre était alors partagé dans une après-guerre de pénuries et de rationnement alimentaire.
À peine mise en place au printemps 1945, la CGA est déjà le lieu de vives tensions. La position socialiste du ministre Prigent était attaquée d'un côté par les communistes et d'un autre côté par les organisations agricoles qui voyaient la CGA comme une limitation de leurs libertés syndicales et coopératives, cela d'autant plus que par ordonnance au 8 octobre 1945, le pouvoir va limiter les activités syndicales (ce qui concerne l'achat, la vente de produits) afin de délimiter le terrain entre coopération et syndicalisme.
Très vite, la section exploitants de la CGA, c'est-à-dire la FNSEA, à la tête de laquelle dans la plupart des sections départementales vont être élus des anciens de la corporation paysanne vichyste va concurrencer et supplanter le pouvoir de la CGA
Une guerre d'usure de 6 ans aboutira à la disparition de la CGA au profit de la FNSEA pour le versant syndical, et les fédérations de la mutualité, de la coopération et du crédit vont retourner boulevard Saint-Germain.

## Sources
- Marcel Faure, Les paysans dans la société française, Armand Colin, Paris, 1966, 342 p.
- Christian Bougeaud, Tanguy Prigent, paysan ministre, Presses Universitaires de Rennes, 2002, 360 p.